# Ismail Amazal
Ismail Amazal (en arabe : إسماعيل أمزال), né le 10 octobre 1996 à Inezgane (Maroc), est un joueur de futsal international marocain.

## Biographie
Ismail Amazal naît à Inezgane, une petite ville située à quelques kilomètres d'Agadir.

### Carrière en club
Ismail Amazal débute le futsal au Raja d'Agadir en 2019, y disputant deux saisons.
En 2021, il s'engage à l'ASF Agadir évoluant en Futsal D1 et rejoint par la même occasion ses coéquipiers en sélection Abdelkrim Anbia et Ayoub El Addad. Le 11 juillet 2022, il est honoré pour ses prouesses sportives par Rachid Maifi, président du Conseil communal d’Inezgane. En mai 2023, il remporte la Coupe du Trône après une victoire de 6-2 en finale face au CL Ksar El Kebir.
Toujours avec l'ASFA, il remporte le championnat national la saison suivante (2023-2024). Il s'agit du premier titre de championnat pour le club gadiri.

### En équipe nationale

#### Vainqueur de la Coupe arabe 2021
Ismail Amazal est appelé par le sélectionneur Hicham Dguig pour participer à son premier stage d'entraînement du 5 au 13 août 2020 au Centre sportif de Maâmora à Salé. Il rejoint une équipe fraîchement vainqueur de la dernière édition de Coupe d'Afrique 2020 remportée à domicile au Maroc et automatiquement qualifié pour la prochaine édition de Coupe du monde de futsal de 2021 en Lituanie.
Du 6 au 14 avril 2021, Amazal participe à un stage de préparation avec l'équipe du Maroc au Centre sportif de Maâmora pour les préparations à la Coupe arabe de futsal qui a lieu à Tripoli en Libye. Ismail Amazal est retenu par Dguig et dispute sa première compétition en sélection marocaine et parvient à remporter son premier titre, le 29 mai 2021, grâce à une victoire en finale face à l'Egypte (victoire, 4-0).

#### Quart-de-finaliste à la Coupe du monde 2021
En août 2021, il participe à un stage de préparation avec l'équipe du Maroc, en affrontant deux fois de suite l'équipe du Panama (victoire, 4-3) à Bratislava en Slovaquie. Lors de ce match, Amazal est l'auteur de son premier but en sélection. En septembre 2021, il est sélectionné pour prendre part à la Coupe du monde de futsal de 2021,,. Les Marocains terminent la compétition quarts-de-finalistes, éliminés par le Brésil sur le score d'un but à zéro,. Lors de la compétition, Amazal dispute la quasi-totalité des matchs.
Le 8 novembre 2021, il participe à une double confrontation face au Brésil. Il participe aux matchs les 16 et 17 novembre 2022 à la salle Al Hizam situé à Laâyoune.
Il est appelé du 13 au 18 février 2022 pour un stage de préparation avec l'équipe du Maroc.

#### Vainqueur de la Coupe arabe 2022
Le 2 avril 2022, il est sélectionné pour prendre part à une double confrontation amicale face à l'Argentine. Le 27 avril, il est retenu pour un stage d'entraînement avec des nouveaux éléments de la sélection nationale A au Centre sportif de Maâmora. Le 8 mai, il y retourne pour un stage du 9 au 11 mai avec les éléments clé de la sélection A,.
Le 17 juin 2022, il est sélectionné pour la Coupe arabe de futsal 2022 à Dammam en Arabie saoudite,. Ismail Amazal inscrit un quadruplé à l'occasion du premier match le 21 juin face à la Somalie (victoire, 16-0). Le Maroc remporte facilement la compétition après de multiples victoires, notamment face au Koweït (victoire, 6-4), la Somalie (victoire, 16-0), la Mauritanie (victoire, 13-0), la Libye (3-0), l'Egypte en demi-finale (victoire, 5-2) et l'Irak en finale (victoire, 3-0),.
Il est rappelé du 22 au 28 août 2022 pour un stage de préparation au Centre sportif de Maâmora pour préparer la Coupe des confédérations de futsal qui a lieu en septembre,,. Il n'est finalement pas retenu pour la liste finale.
Hicham Dguig le convoque pour participer à un tournoi international organisé par la FRMF du 13 au 18 avril 2023 et qui voit la participation de la France, de la Croatie et du Japon. Tournoi que les Marocains remportent chez eux, après s'être imposés face aux Japonais (3-2) et fait deux matchs nuls, contre la Croatie (3-3) et la France (4-4). Amazal participe à l'ensemble des matchs et réalise deux passes décisives pour Youssef Jouad, une face aux Japonais et l'autre contre les Croates,,.
Dans le cadre des préparations à la Coupe arabe 2023, Ismail Amazal qui vient de remporter la Coupe du Trône avec le Faucon Agadir, est convoqué pour une double confrontation amicale face à la Slovaquie les 27 et 29 mai au Complexe Mohammed VI.
Sélectionné pour participer à la Coupe arabe du 6 au 16 juin 2023 Djeddah (Arabie saoudite), il est buteur contre le Koweït à l'occasion de la 3e journée de groupe (victoire marocaine, 4-2) et marque un des buts marocains contre la Libye en demi-finale. Il récidive en finale contre le Koweït dans un match maîtrisé par le Maroc (7-1) qui s'offre son troisième titre de Coupe arabe.
Le 14 septembre 2023 il contribue au succès du Maroc 7 buts à 0 face à l'Argentine avec un doublé et une passe décisive.

## Statistiques
Le tableau suivant liste les rencontres de l'équipe du Maroc auxquelles Ismail Amazal a pris part :

### Statistiques par compétition
Le tableau suivant recense les statistiques d'Ismail Amazal dans les diverses compétitions internationales qu'il a disputées :
| Compétition                   | Matchs | Buts |
| ----------------------------- | ------ | ---- |
| Matchs amicaux internationaux | 37     | 13   |
| Tournoi du Maroc              | 5      | 4    |
| Tournoi Futsal Week           | 4      | 3    |
| Coupe arabe futsal            | 13     | 7    |
| Coupe du monde de futsal FIFA | 8      | 0    |
| Coupe d'Afrique des nations   | 5      | 1    |
| Total                         | 73     | 28   |

## Palmarès
| AS Faucon d'Agadir (2)                                                                      | Équipe du Maroc (7) |
| ------------------------------------------------------------------------------------------- | --- |
| - Championnat du Maroc (1) : - Champion : 2024 - Coupe du Trône (1) : - Vainqueur : 2021-22 | - Coupe d'Afrique des Nations (1) - Champion : 2024 - Coupe arabe des nations (3) - Champion : 2021, 2022 et 2023 - Tournoi international de Rabat (2) - Vainqueur : 2023, et 2025 - Tournoi international de Croatie (1) - Vainqueur : 2023 |